# NGC 2300
NGC 2300 là một thiên hà dạng hạt đậu trong chòm sao Tiên Vương. Nó được phát hiện vào năm 1871 bởi nhà thiên văn học người Pháp Alphonse Borrelly bằng kính viễn vọng 18 cm.